# Иоахим Фридрих (герцог Шлезвиг-Гольштейн-Зондербург-Плёна)
Иоахим Фридрих Шлезвиг-Гольштейн-Зондербург-Плёнский (Иоахим Фридрих Шлезвиг-Гольштейн-Плён; нем. Joachim Friedrich von Schleswig-Holstein-Sonderburg-Plön; 9 мая 1668 Магдебург — 25 января 1722 Плён) — третий герцог герцогства Шлезвиг-Гольштейн-Плён, принадлежал к одной из ветвей дома Шлезвиг-Гольштейн-Зондербург.

## Биография
Иоахим Фридрих был старшим сыном Августа Шлезвиг-Гольштейн-Норбургского (1635—1699) и его жены Елизаветы Шарлотты Ангальт-Гарцгеродской (1647—1723). По рождению он принадлежал к младшей, Шлезвиг-Гольштейн-Норбургской ветви линии Шлезвиг-Гольштейн-Зонденбург-Плён, которая возникла в 1671 году в результате раздела наследства его деда, первого герцога Иоахима Эрнста.
2 июля 1704 года умер родной дядя Иоахима Фридриха правящий герцог Шлезвиг-Гольштейн-Плёна Иоганн Адольф. За несколько дней до этого, 29 июня, его кузен Адольф Август погиб в результате несчастного случая, катаясь на лошади. Представителем ветви Плён по мужской линии остался лишь внук Иоганна Адольфа и сын Адольфа Августа малолетний Леопольд Август. Он умер ещё ребёнком в возрасте четырёх лет в 1706 году, в результате чего Иоахим Фридрих смог предъявить свои претензии на герцогство Плён.
Иоахим Фридрих умер в долгах в 1722 году, не оставив наследников мужского пола. Плёнский замок, резиденция герцогов Плёна, семь лет стоял пустым, некоторые предметы мебели были проданы. В этот период герцогство находилось под управлением короля Дании. Представитель ретвишской линии герцог Иоганн Эрнст Фердинанд (1684—1729), сын Иоганна Эрнста II и кузен Иоахима Фридриха, претендовал на герцогство, но король отказывался утвердить его права. В 1729 году он скончался, не оставив наследников.
Спустя семь лет после смерти герцога Иоахима Фридриха четвёртым герцогом Плёна стал его племянник Фридрих Карл, сын от морганатического брака покойного брата герцога Кристиана Карла. После его смерти ветвь Плён прервалась.

## Браки и дети
Иоахим Фридрих был женат дважды. Его первая жена с 26 ноября 1704 года Магдалена Юлиана Цвейбрюккен-Гельнгаузенская (1686—1720) была дочерью Иоганна Карла Цвейбрюккен-Гельнгаузенского (1686—1720). В браке родились четыре дочери:
- Шарлотта Амалия (1709—1787), монахиня
- Елизавета Юлиана (*1711)
- Доротея Августа Фридерика (1712—1765), монахиня
- Кристиана Луиза (1713—1778)

в первом браке с 1735 супруга графа Альбрехта Людвига Фридриха фон Гогенлоэ-Вейкерсгейма (1716—1744)
во втором браке с 1749 супруга принца Людвига Фридриха Саксен-Гильдбурггаузенского (1710—1759).
17 февраля 1721 года Иоахим Фридрих женился вторично на Юлиане Луизе (1698—1740), дочери Кристиана Эберхарда Остфрисландского. Их единственный ребёнок, дочь, родилась 28 мая 1722 года, спустя 4 месяца после смерти отца, и скончалась в этот же день.